# Lilla Virkasjärv
Lilla Virkasjärv är en sjö i Ljusdals kommun i Hälsingland och ingår i Dalälvens huvudavrinningsområde. Sjön har en area på 0,0605 kvadratkilometer och ligger 546,5 meter över havet.

## Delavrinningsområde
Lilla Virkasjärv ingår i det delavrinningsområde (684046-143760) som SMHI kallar för Inloppet i Flarksjön. Medelhöjden är 558 meter över havet och ytan är 7,06 kvadratkilometer. Räknas de 4 avrinningsområdena uppströms in blir den ackumulerade arean 21,45 kvadratkilometer. Sandsjöån (Sundsjöån) som avvattnar avrinningsområdet har biflödesordning 3, vilket innebär att vattnet flödar genom totalt 3 vattendrag innan det når havet efter 443 kilometer. Avrinningsområdet består mestadels av skog (89 procent). Avrinningsområdet har 0,52 kvadratkilometer vattenytor vilket ger det en sjöprocent på 7,4 procent.